# Progressione del record mondiale dei 200 m stile libero
In vasca corta (25 metri) i record del mondo sono omologati dalla FINA dal 3 marzo 1991.
La gara consiste in 8 vasche nuotate a stile libero.

## Uomini

### Vasca lunga
| #                                               | Tempo   | +   | Atleta                    | Nazionalità      | Data              | Evento                                               | Luogo                      | Ref   |
| ----------------------------------------------- | ------- | --- | ------------------------- | ---------------- | ----------------- | ---------------------------------------------------- | -------------------------- | ----- |
| 1                                               | 2'42''0 | 34m | Otto Scheff               | Austria          | 11 novembre 1908  |                                                      | Vienna, Austria            |       |
| 2                                               | 2'30"0  | 25y | Frank Beaurepaire         | Australia        | 9 settembre 1910  |                                                      | Exeter, Regno Unito        |       |
| 3                                               | 2'25"4  | 30y | Charlie Daniels           | Stati Uniti      | 28 marzo 1911     |                                                      | Pittsburgh, Stati Uniti    |       |
| 4                                               | 2'21"6  | 33y | Norman Ross               | Stati Uniti      | 24 novembre 1916  |                                                      | San Francisco, Stati Uniti |       |
| 5                                               | 2'19"8  |     | Tedford Cann              | Stati Uniti      | 10 aprile 1920    |                                                      | Detroit, Stati Uniti       |       |
| 6                                               | 2'15"6  | 25y | Johnny Weissmuller        | Stati Uniti      | 26 maggio 1922    |                                                      | Honolulu, Hawaii           |       |
| 7                                               | 2'15"2  | 25y | Johnny Weissmuller        | Stati Uniti      | 9 dicembre 1925   |                                                      | McKeesport, Stati Uniti    |       |
| 8                                               | 2'08"0  |     | Johnny Weissmuller        | Stati Uniti      | 5 aprile 1927     |                                                      | Ann Arbor, Stati Uniti     |       |
| 9                                               | 2'07"2  | 25y | Jack Medica               | Stati Uniti      | 12 aprile 1935    |                                                      | Chicago, Stati Uniti       |       |
| 10                                              | 2'06"2  | 25y | William Smith             | Stati Uniti      | 12 febbraio 1944  |                                                      | Columbus, Stati Uniti      |       |
| 11                                              | 2'05"4  | 25y | Alex Jany                 | Francia          | 20 settembre 1946 |                                                      | Marsiglia, Francia         |       |
| 12                                              | 2'04"6  | 25y | John Marshall             | Australia        | 31 marzo 1950     |                                                      | New Haven, Stati Uniti     |       |
| 13                                              | 2'03"9  | 25y | Ford Konno                | Stati Uniti      | 27 febbraio 1954  |                                                      | Columbus, Stati Uniti      |       |
| 14                                              | 2'03"4  | 25y | John Wardrop              | Gran Bretagna    | 4 marzo 1955      |                                                      | Columbus, Stati Uniti      |       |
| 15                                              | 2'01"5  | 25y | Dick Hanley               | Stati Uniti      | 8 marzo 1957      |                                                      | Minneapolis, Stati Uniti   |       |
| Nuovo regolamento: vasca da 55 yards o 50 metri |         |     |                           |                  |                   |                                                      |                            |       |
| 16                                              | 2'04"8  | 55y | John Konrads              | Australia        | 18 gennaio 1958   |                                                      | Sydney, Australia          |       |
| 17                                              | 2'03"2  | 55y | John Konrads              | Australia        | 5 maggio 1958     |                                                      | Sydney, Australia          |       |
| 18                                              | 2'03"0  |     | Tsuyoshi Yamanaka         | Giappone         | 22 agosto 1958    |                                                      | Osaka, Giappone            |       |
| 19                                              | 2'02"2  | 55y | John Konrads              | Australia        | 16 gennaio 1959   |                                                      | Sydney, Australia          |       |
| 20                                              | 2'01"5  |     | Tsuyoshi Yamanaka         | Giappone         | 26 luglio 1959    |                                                      | Osaka, Giappone            |       |
| 21                                              | 2'01"2  |     | Tsuyoshi Yamanaka         | Giappone         | 24 giugno 1961    |                                                      | Osaka, Giappone            |       |
| 22                                              | 2'01"1  |     | Tsuyoshi Yamanaka         | Giappone         | 6 agosto 1961     |                                                      | Tokyo, Giappone            |       |
| 23                                              | 2'00"4  |     | Tsuyoshi Yamanaka         | Giappone         | 20 agosto 1961    |                                                      | Los Angeles, Stati Uniti   |       |
| 23 =                                            | 2'00"4  |     | Don Schollander           | Stati Uniti      | 11 agosto 1962    |                                                      |                            |       |
| 24                                              | 2'00"3  |     | Bob Windle                | Australia        | 21 aprile 1963    |                                                      | Tokyo, Giappone            |       |
| 25                                              | 1'58"8  |     | Don Schollander           | Stati Uniti      | 27 luglio 1963    | 5th Annual Los Angeles Invitiational                 | Los Angeles, Stati Uniti   |       |
| 26                                              | 1'58"5  |     | Don Schollander           | Stati Uniti      | 17 agosto 1963    | 6th US-Japan swimming and diving meet                | Tokyo, Giappone            |       |
| 27                                              | 1'58"4  |     | Don Schollander           | Stati Uniti      | 24 agosto 1963    |                                                      | Osaka, Giappone            |       |
| 28                                              | 1'58"2  |     | Hans-Joachim Klein        | Germania Ovest   | 24 maggio 1964    |                                                      | Dortmund, Germania Ovest   |       |
| 29                                              | 1'57"6  |     | Don Schollander           | Stati Uniti      | 1º agosto 1964    |                                                      | Los Altos, Stati Uniti     |       |
| 30                                              | 1'57"2  |     | Don Schollander           | Stati Uniti      | 29 luglio 1966    |                                                      | Los Angeles, Stati Uniti   |       |
| 31                                              | 1'56"2  |     | Don Schollander           | Stati Uniti      | 19 agosto 1966    |                                                      | Lincoln, Stati Uniti       |       |
| 32                                              | 1'56"0  |     | Don Schollander           | Stati Uniti      | 29 luglio 1967    | V Giochi panamericani                                | Winnipeg, Canada           |       |
| 33                                              | 1'55"7  |     | Don Schollander           | Stati Uniti      | 12 agosto 1967    | AAU Nationals                                        | Oak Park, Stati Uniti      |       |
| 34                                              | 1'54"8  |     | Don Schollander           | Stati Uniti      | 30 agosto 1968    | USA Olympic Trials                                   | Long Beach, Stati Uniti    |       |
| 35                                              | 1'54"3  |     | Don Schollander           | Stati Uniti      | 30 agosto 1968    | USA Olympic Trials                                   | Long Beach, Stati Uniti    |       |
| 35 =                                            | 1'54"3  |     | Mark Spitz                | Stati Uniti      | 12 luglio 1969    | Santa Clara Invitational                             | Santa Clara, Stati Uniti   |       |
| 36                                              | 1'54"2  |     | Mark Spitz                | Stati Uniti      | 4 settembre 1971  | USA vs. DDR Duel                                     | Lipsia, Germania Est       |       |
| 37                                              | 1'53"5  |     | Mark Spitz                | Stati Uniti      | 10 settembre 1971 | USA vs. USSR vs. GBR Meet                            | Minsk, Unione Sovietica    |       |
| 38                                              | 1'52"78 |     | Mark Spitz                | Stati Uniti      | 29 agosto 1972    | Giochi olimpici                                      | Monaco, Germania Ovest     |       |
| 39                                              | 1'51"66 |     | Tim Shaw                  | Stati Uniti      | 23 agosto 1974    | AAU Senior National Outdoor Swimming Championships   | Concord, Stati Uniti       |       |
| 40                                              | 1'51"41 |     | Bruce Furniss             | Stati Uniti      | 18 giugno 1975    | USA World Championship Trials                        | Long Beach, Stati Uniti    |       |
| 41                                              | 1'50"89 |     | Bruce Furniss             | Stati Uniti      | 18 giugno 1975    | USA World Championship Trials                        | Long Beach, Stati Uniti    |       |
| 42                                              | 1'50"32 |     | Bruce Furniss             | Stati Uniti      | 21 agosto 1975    | AAU Senior National Outdoor Swimming Championships   | Kansas City, Stati Uniti   |       |
| 43                                              | 1'50"29 |     | Bruce Furniss             | Stati Uniti      | 19 luglio 1976    | Giochi olimpici                                      | Montréal, Canada           |       |
| 44                                              | 1'49"83 |     | Sergej Kopljakov          | Unione Sovietica | 7 aprile 1979     | URS vs. DDR Junior meet                              | Potsdam, Germania Est      |       |
| 45                                              | 1'49"16 |     | Rowdy Gaines              | Stati Uniti      | 11 aprile 1980    | AAU Senior National Indoor Championships             | Austin, Stati Uniti        |       |
| 46                                              | 1'48"93 |     | Rowdy Gaines              | Stati Uniti      | 19 luglio 1982    | USA World Championship Trials                        | Mission Viejo, Stati Uniti |       |
| 47                                              | 1'48"28 |     | Michael Groß              | Germania Ovest   | 21 giugno 1983    | FRG Nationals & European Championship Trials         | Hannover, Germania Ovest   |       |
| 48                                              | 1'47"87 |     | Michael Groß              | Germania Ovest   | 22 agosto 1983    | Campionati europei                                   | Roma, Italia               |       |
| 49                                              | 1'47"55 |     | Michael Groß              | Germania Ovest   | 8 giugno 1984     | FRG Olympic Trials                                   | Monaco, Germania Ovest     |       |
| 50                                              | 1'47"44 |     | Michael Groß              | Germania Ovest   | 29 luglio 1984    | Giochi olimpici                                      | Los Angeles, Stati Uniti   |       |
| 51                                              | 1'47"25 |     | Duncan Armstrong          | Australia        | 19 settembre 1988 | Giochi olimpici                                      | Seul, Corea del Sud        |       |
| 52                                              | 1'46"69 |     | Giorgio Lamberti          | Italia           | 15 agosto 1989    | Campionati europei                                   | Bonn, Germania Ovest       |       |
| 53                                              | 1'46"67 |     | Grant Hackett             | Australia        | 23 marzo 1999     | Campionati australiani                               | Brisbane, Australia        |       |
| 54                                              | 1'46"34 |     | Ian Thorpe                | Australia        | 23 agosto 1999    | Campionati panpacifici                               | Sydney, Australia          |       |
| 55                                              | 1'46"00 |     | Ian Thorpe                | Australia        | 24 agosto 1999    | Campionati panpacifici                               | Sydney, Australia          |       |
| 56                                              | 1'45"69 |     | Ian Thorpe                | Australia        | 14 maggio 2000    | Australian Olympic Swimming Trials                   | Sydney, Australia          |       |
| 57                                              | 1'45"51 |     | Ian Thorpe                | Australia        | 15 maggio 2000    | Australian Olympic Swimming Trials                   | Sydney, Australia          |       |
| 58                                              | 1'45"35 |     | Pieter van den Hoogenband | Paesi Bassi      | 17 settembre 2000 | Giochi olimpici                                      | Sydney, Australia          |       |
| 58 =                                            | 1'45"35 |     | Pieter van den Hoogenband | Paesi Bassi      | 18 settembre 2000 | Giochi olimpici                                      | Sydney, Australia          |       |
| 59                                              | 1'44"69 |     | Ian Thorpe                | Australia        | 27 marzo 2001     | Australian Championships & World Championship Trials | Hobart, Australia          |       |
| 60                                              | 1'44"06 |     | Ian Thorpe                | Australia        | 25 luglio 2001    | Campionati mondiali                                  | Fukuoka, Giappone          |       |
| 61                                              | 1'43"86 |     | Michael Phelps            | Stati Uniti      | 27 marzo 2007     | Campionati mondiali                                  | Melbourne, Australia       |       |
| 62                                              | 1'42"96 |     | Michael Phelps            | Stati Uniti      | 12 agosto 2008    | Giochi olimpici                                      | Pechino, Cina              |       |
| 63                                              | 1'42"00 |     | Paul Biedermann           | Germania         | 28 luglio 2009    | Campionati mondiali                                  | Roma, Italia               | [ 1 ] |

Legenda: Ref - Referto della gara;
Record non ottenuti in finale: (b) - batteria; (sf) - semifinale; (s) - staffetta prima frazione.

### Vasca corta
| #                                            | Tempo   | + | Atleta           | Nazionalità    | Data             | Evento              | Luogo                         | Ref   |
| -------------------------------------------- | ------- | - | ---------------- | -------------- | ---------------- | ------------------- | ----------------------------- | ----- |
| -                                            | 1'44"14 |   | Michael Groß     | Germania Ovest | 5 febbraio 1988  | Meeting Coca-Cola   | Boulogne-Billancourt, Francia |       |
| -                                            | 1'43"95 |   | Giorgio Lamberti | Italia         | 14 febbraio 1988 |                     | Bonn, Germania Ovest          |       |
| -                                            | 1'43"64 |   | Giorgio Lamberti | Italia         | 11 febbraio 1990 | Coppa del Mondo     | Bonn, Germania                |       |
| Record riconosciuti ufficialmente dalla FINA |         |   |                  |                |                  |                     |                               |       |
| 1                                            | 1'43"28 |   | Ian Thorpe       | Australia      | 1º aprile 1999   | Campionati mondiali | Hong Kong, Cina               |       |
| 2                                            | 1'42"54 |   | Ian Thorpe       | Australia      | 17 gennaio 2000  | Coppa del Mondo     | Sydney, Australia             |       |
| 3                                            | 1'41"10 |   | Ian Thorpe       | Australia      | 6 febbraio 2000  | Coppa del Mondo     | Berlino, Germania             |       |
| 4                                            | 1'40"83 |   | Paul Biedermann  | Germania       | 16 novembre 2008 | Coppa del Mondo     | Berlino, Germania             |       |
| 5                                            | 1'39"37 |   | Paul Biedermann  | Germania       | 15 novembre 2009 | Coppa del Mondo     | Berlino, Germania             | [ 2 ] |
| 6                                            | 1'38"91 | s | Luke Hobson      | Stati Uniti    | 13 dicembre 2024 | Campionati mondiali | Budapest, Ungheria            |       |
| 7                                            | 1'38"61 |   | Luke Hobson      | Stati Uniti    | 15 dicembre 2024 | Campionati mondiali | Budapest, Ungheria            |       |

Legenda: Ref - Referto della gara;
Record non ottenuti in finale: (b) - batteria; (sf) - semifinale; (s) - staffetta prima frazione.

## Donne

### Vasca lunga
| #                                               | Tempo   | +   | Atleta                | Nazionalità  | Data              | Evento                                    | Luogo                         | Ref   |
| ----------------------------------------------- | ------- | --- | --------------------- | ------------ | ----------------- | ----------------------------------------- | ----------------------------- | ----- |
| 1                                               | 2'56"0  |     | Fanny Durack          | Australia    | 4 marzo 1915      |                                           | Sydney, Australia             |       |
| 2                                               | 2'47"6  | 25y | Charlotte Boyle       | Stati Uniti  | 25 agosto 1921    |                                           | New Brighton, Stati Uniti     |       |
| 3                                               | 2'45"2  | 25y | Gertrude Ederle       | Stati Uniti  | 4 aprile 1923     |                                           | New York, Stati Uniti         |       |
| 4                                               | 2'40"6  | 25y | Martha Norelius       | Stati Uniti  | 28 febbraio 1926  |                                           | Miami, Stati Uniti            |       |
| 5                                               | 2'34"6  | 25y | Helene Madison        | Stati Uniti  | 6 marzo 1930      |                                           | St. Augustine, Stati Uniti    |       |
| 6                                               | 2'28"6  | 25m | Willy den Ouden       | Paesi Bassi  | 3 maggio 1933     |                                           | Rotterdam, Paesi Bassi        |       |
| 7                                               | 2'27"6  | 55y | Willy den Ouden       | Paesi Bassi  | 5 maggio 1934     |                                           | Dundee, Regno Unito           |       |
| 8                                               | 2'25"3  | 25m | Willy den Ouden       | Paesi Bassi  | 8 settembre 1935  |                                           | Copenaghen, Danimarca         |       |
| 9                                               | 2'24"6  | 25m | Rie van Veen          | Paesi Bassi  | 26 febbraio 1938  |                                           | Rotterdam, Paesi Bassi        |       |
| 10                                              | 2'21"7  | 25m | Ragnhild Hveger       | Danimarca    | 11 settembre 1938 |                                           | Aarhus, Danimarca             |       |
| 11                                              | 2'20"7  | 55y | Dawn Fraser           | Australia    | 25 febbraio 1956  |                                           | Sydney, Australia             |       |
| 12                                              | 2'19"3  | 55y | Lorraine Crapp        | Australia    | 25 agosto 1956    |                                           | Townsville, Australia         |       |
| 13                                              | 2'18"5  | 55y | Lorraine Crapp        | Australia    | 20 ottobre 1956   |                                           | Sydney, Australia             |       |
| Nuovo regolamento: vasca da 55 yards o 50 metri |         |     |                       |              |                   |                                           |                               |       |
| 14                                              | 2'17"7  | 55y | Dawn Fraser           | Australia    | 10 febbraio 1958  |                                           | Adelaide, Australia           |       |
| 15                                              | 2'14"7  | 55y | Dawn Fraser           | Australia    | 22 febbraio 1958  |                                           | Melbourne, Australia          |       |
| 16                                              | 2'11"6  | 55y | Dawn Fraser           | Australia    | 27 febbraio 1960  |                                           | Sydney, Australia             |       |
| 17                                              | 2'10"5  |     | Pokey Watson          | Stati Uniti  | 19 agosto 1966    |                                           | Lincoln, Stati Uniti          |       |
| 18                                              | 2'09"7  |     | Pamela Kruse          | Stati Uniti  | 19 agosto 1967    | AAU Nationals                             | Philadelphia, Stati Uniti     |       |
| 19                                              | 2'09"5  |     | Susan Pedersen        | Stati Uniti  | 6 luglio 1968     | Santa Clara Invitational                  | Santa Clara, Stati Uniti      |       |
| 20                                              | 2'08"8  |     | Edith Wetzel          | Stati Uniti  | 2 agosto 1968     | AAU Nationals                             | Lincoln, Stati Uniti          |       |
| 21                                              | 2'07"9  |     | Linda Gustavson       | Stati Uniti  | 24 agosto 1968    | USA Olympic Trials                        | Los Angeles, Stati Uniti      |       |
| 22                                              | 2'06"7  |     | Debbie Meyer          | Stati Uniti  | 24 agosto 1968    | USA Olympic Trials                        | Los Angeles, Stati Uniti      |       |
| 23                                              | 2'06"5  |     | Shane Gould           | Australia    | 1º maggio 1971    | Coca Cola International                   | Londra, Regno Unito           |       |
| 24                                              | 2'05"8  |     | Shane Gould           | Australia    | 26 novembre 1971  |                                           | Sydney, Australia             |       |
| 25                                              | 2'05"21 |     | Shirley Babashoff     | Stati Uniti  | 4 agosto 1972     | USA Olympic Trials                        | Chicago, Stati Uniti          |       |
| 26                                              | 2'03"56 |     | Shane Gould           | Australia    | 1º settembre 1972 | Giochi olimpici                           | Monaco, Germania Ovest        |       |
| 27                                              | 2'03"22 |     | Kornelia Ender        | Germania Est | 22 agosto 1974    | Campionati europei                        | Vienna, Austria               |       |
| 28                                              | 2'02"94 |     | Shirley Babashoff     | Stati Uniti  | 23 agosto 1974    | AAU Senior National Outdoor Championships | Concord, Stati Uniti          |       |
| 28 =                                            | 2'02"94 |     | Shirley Babashoff     | Stati Uniti  | 31 agosto 1974    | USA vs. DDR Dual Meet                     | Concord, Stati Uniti          |       |
| 29                                              | 2'02"27 |     | Kornelia Ender        | Germania Est | 15 marzo 1975     | DDR vs. URS Duel                          | Dresda, Germania Est          |       |
| 30                                              | 1'59"78 |     | Kornelia Ender        | Germania Est | 2 giugno 1976     | DDR Olympic Trials                        | Berlino Est, Germania Est     |       |
| 31                                              | 1'59"26 |     | Kornelia Ender        | Germania Est | 22 luglio 1976    | Giochi olimpici                           | Montréal, Canada              |       |
| 32                                              | 1'59"04 |     | Barbara Krause        | Germania Est | 2 luglio 1978     | DDR Nationals & World Championship Trials | Berlino Est, Germania Est     |       |
| 33                                              | 1'58"53 |     | Cynthia Woodhead      | Stati Uniti  | 28 agosto 1978    | Campionati mondiali                       | Berlino Ovest, Germania Ovest |       |
| 34                                              | 1'58"43 |     | Cynthia Woodhead      | Stati Uniti  | 3 luglio 1979     | VIII Giochi panamericani                  | San Juan, Porto Rico          |       |
| 35                                              | 1'58"23 |     | Cynthia Woodhead      | Stati Uniti  | 3 settembre 1979  | Coppa del Mondo                           | Tokyo, Giappone               |       |
| 36                                              | 1'57"75 |     | Kristin Otto          | Germania Est | 23 maggio 1984    | DDR Nationals                             | Magdeburgo, Germania Est      |       |
| 37                                              | 1'57"55 |     | Heike Friedrich       | Germania Est | 18 giugno 1986    | DDR Nationals & World Championship Trials | Berlino Est, Germania Est     |       |
| 38                                              | 1'56"78 |     | Franziska van Almsick | Germania     | 6 settembre 1994  | Campionati mondiali                       | Roma, Italia                  |       |
| 39                                              | 1'56"64 |     | Franziska van Almsick | Germania     | 3 agosto 2002     | Campionati europei                        | Berlino, Germania             |       |
| 40                                              | 1'56"47 |     | Federica Pellegrini   | Italia       | 27 marzo 2007     | Campionati mondiali                       | Melbourne, Australia          |       |
| 41                                              | 1'55"52 |     | Laure Manaudou        | Francia      | 28 marzo 2007     | Campionati mondiali                       | Melbourne, Australia          |       |
| 42                                              | 1'55"45 |     | Federica Pellegrini   | Italia       | 11 agosto 2008    | Giochi olimpici                           | Pechino, Cina                 |       |
| 43                                              | 1'54"82 |     | Federica Pellegrini   | Italia       | 13 agosto 2008    | Giochi olimpici                           | Pechino, Cina                 |       |
| 44                                              | 1'54"47 |     | Federica Pellegrini   | Italia       | 8 marzo 2009      | Campionati italiani                       | Riccione, Italia              |       |
| 45                                              | 1'53"67 |     | Federica Pellegrini   | Italia       | 28 luglio 2009    | Campionati mondiali                       | Roma, Italia                  |       |
| 46                                              | 1'52"98 |     | Federica Pellegrini   | Italia       | 29 luglio 2009    | Campionati mondiali                       | Roma, Italia                  | [ 3 ] |
| 47                                              | 1'52"85 |     | Mollie O'Callaghan    | Australia    | 26 luglio 2023    | Campionati mondiali                       | Fukuoka, Giappone             | [ 4 ] |
| 48                                              | 1'52"23 |     | Ariarne Titmus        | Australia    | 12 giugno 2024    | Trials olimpici australiani               | Brisbane, Australia           | [ 5 ] |

Legenda: Ref - Referto della gara;
Record non ottenuti in finale: (b) - batteria; (sf) - semifinale; (s) - staffetta prima frazione.

### Vasca corta
| #  | Tempo   | + | Atleta                | Nazionalità | Data             | Evento              | Luogo                          | Ref   |
| -- | ------- | - | --------------------- | ----------- | ---------------- | ------------------- | ------------------------------ | ----- |
| 1  | 1'55"84 |   | Franziska van Almsick | Germania    | 9 gennaio 1993   | Coppa del Mondo     | Pechino, Cina                  |       |
| 2  | 1'55"42 |   | Claudia Poll          | Costa Rica  | 1º dicembre 1995 | Campionati mondiali | Rio de Janeiro, Brasile        |       |
| 3  | 1'54"17 |   | Claudia Poll          | Costa Rica  | 18 aprile 1997   | Campionati mondiali | Göteborg, Svezia               |       |
| 4  | 1'54"04 |   | Lindsay Benko         | Stati Uniti | 7 aprile 2002    | Campionati mondiali | Mosca, Russia                  |       |
| 5  | 1'53"29 |   | Lisbeth Lenton        | Australia   | 19 novembre 2005 | Coppa del Mondo     | Sydney, Australia              |       |
| 6  | 1'53"18 |   | Coralie Balmy         | Francia     | 6 dicembre 2008  | Campionati francesi | Angers, Francia                |       |
| 7  | 1'51"85 |   | Federica Pellegrini   | Italia      | 14 dicembre 2008 | Campionati europei  | Fiume, Croazia                 |       |
| 8  | 1'51"17 |   | Federica Pellegrini   | Italia      | 13 dicembre 2009 | Campionati europei  | Istanbul, Turchia              |       |
| 9  | 1'50"78 |   | Sarah Sjöström        | Svezia      | 7 dicembre 2014  | Campionati mondiali | Doha, Qatar                    |       |
| 10 | 1'50"43 |   | Sarah Sjöström        | Svezia      | 12 agosto 2017   | Coppa del Mondo     | Eindhoven, Paesi Bassi         | [ 6 ] |
| 11 | 1'50"31 |   | Siobhán Haughey       | Hong Kong   | 17 dicembre 2021 | Campionati mondiali | Abu Dhabi, Emirati Arabi Uniti |       |

Legenda: Ref - Referto della gara;
Record non ottenuti in finale: (b) - batteria; (sf) - semifinale; (s) - staffetta prima frazione.